# Timila

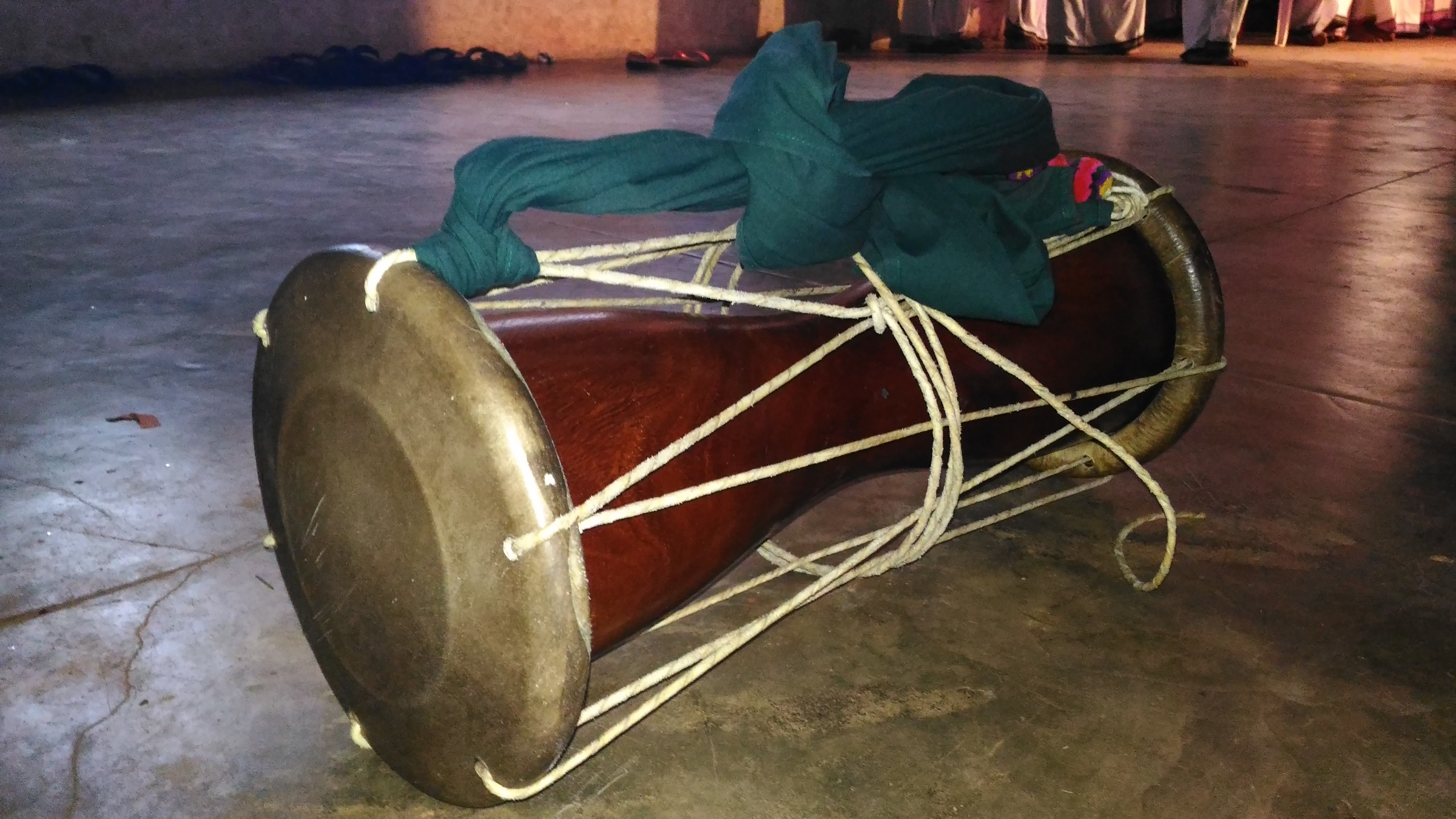
Un timila.

Le timila ou thimila est un instrument de percussion du sud de l'Inde. C'est un tambour en sablier cousin du damaru du Nord et de l'idakka au sud. Il est utilisé dans la musique kéralaise rituelle par la caste des Mârârs.

## Facture
Long de 60 cm, le corps de l'instrument est taillé dans du bois de jacquier. Les membranes sont issues d'une peau de vache ou de veau. Elles reposent sur de larges anneaux de bambou ou de cuir maintenus aux extrémités du fut par un laçage en W lui aussi en bambou ou en cuir. Cette fibre est ensuite ramenée au centre de l'instrument où en la serrant on peut accorder la hauteur du son tout en obtenant un phénomène de buzz caractéristique.

## Jeu
Ce tambour est suspendu diagonalement au moyen d'une lanière à l'épaule gauche du percussionniste qui en joue en le frappant à mains nues sur une seule face, près de sa cuisse gauche.
On en joue lors du panchavâdyam que le timila pattu introduit et que le timila idachal conclut.